# Kengalkadapatti, Hungund
Kengalkadapatti là một làng thuộc tehsil Hungund, huyện Bagalkot, bang Karnataka, Ấn Độ.